# Demirovac
Demirovac (szerbül: Демировац), falu Bosznia-Hercegovinában, Bosanska krajina területén, Kozarska Dubica községben, a Szerb Köztársaságban. 

## Fekvése
Bosznia-Hercegovina északi részén, Banja Lukától légvonalban 52, közúton 72 km-re északnyugatra, községközpontjától légvonalban 8, közúton 9 km-re északkeletre, a Száva jobb partja mentén, a Dubicai-mező síkságán és a Prosara-hegység északi lábánál és lejtőin, 90 - 200 méteres tengerszint feletti magasságban fekszik. Több településből áll. Falvai kompakt típusúak: Baduše, Brezovo polje, Glavinac, Zbjeg, Lička kosa, Radmanovića sokak, Rašića brdo és Svetinja.

## Népessége
| Nemzetiségi csoport | Népesség 1991 | Népesség 2013 |
| ------------------- | ------------- | ------------- |
| Szerb               | 443           | 366           |
| Bosnyák             | 0             | 0             |
| Horvát              | 2             | 5             |
| Jugoszláv           | 15            | 0             |
| Egyéb               | 7             | 2             |
| Összesen            | 467           | 373           |

## Története
Slavko Vujasinović szerint a falu neve a török demir (vas) szóból ered. 1875 augusztusában Demirovac környékén csaták folytak a törökök és a Gavra Bjelovuk parancsnoksága alatt harcoló felkelők között. A település 1878-ig tartozott az Oszmán Birodalomhoz, ekkor a berlini kongresszus határozata alapján az Osztrák-Magyar Monarchia része lett. 1879-ben az első osztrák-magyar népszámlálás során a Kostajnicai járáshoz tartozó Demirovac község részeként a falunak 75 háztartása és 347 ortodox szerb lakosa volt. 1879-ben Demirovac községi státusszal rendelkezett, amelyhez a következő falvak tartoztak: Gradina, Gunjevci, Demirovac, Draksenić, Međeđa, Pucari és Sreflić (Sreflije). 1910-ben a Bosanska Dubica-i járásban fekvő községben 123 háztartást, 728 ortodox szerb, 8 muszlim és 3 katolikus lakost találtak. A monarchia szétesésével 1918-ben előbb a Szerb-Horvát-Szlovén Királyság, majd 1929-től a Jugoszláv Királyság része. 1921-ben a községnek 120 háztartása és 784 lakosa volt. Jugoszlávia megszállása után a falu a Független Horvát Állam (NDH) része lett.
A második világháborúban a lakosság sokat szenvedett, leginkább az usztasáktól. A jasenovaci koncentrációs táborban és más kivégzőhelyeken itteni 628 civil halt meg, köztük 216 14 év alatti gyermek, és 47 háztartás pusztult el. A Jugoszláv Népi Felszabadító Hadsereg 65 helyi harcosa vesztette életét. 1945-től a település a szocialista Jugoszlávia része volt. A Bosznia-Hercegovinában zajló polgárháború idején a település a Boszniai Szerb Köztársaság része volt. Jugoszlávia felbomlása és a bosznia-hercegovinai háború során a falu nem szenvedett jelentősebb veszteségeket. 1995. szeptember 18-án és 19-én az Una horvát hadművelet keretében Kozarska Dubica község területét megtámadta a Horvát Köztársaság hadserege (HV). Ezt a támadást a Boszniai Szerb Köztársaság hadserege (VRS) és a helyi lakosság visszaverte. A daytoni békeszerződést követő területfelosztásnál a település, Kozarska Dubica község részeként a Szerb Köztársaság területéhez került. A községben négy temető, templom, művelődési központ, anyakönyvi hivatal és posta található.

## Gazdaság
A lakosság főként mezőgazdasággal foglalkozik. Demirovacban hús- és takarmánygyártó és -feldolgozó, virág- és dísznövénytermelő és értékesítő cég, fűrésztelep, étterem és élelmiszerbolt működik (2016-os adatok).

## Infrastruktúra
Demirovac a 20. század hatvanas éveiben kapott áramot, 1979-ben telefonkapcsolatot, a nyolcvanas években pedig helyi vízellátást. A falun halad át a Kozarska Dubica - Gradiška autópálya.

## Oktatás
A nyolcosztályos iskola 1967-ben nyílt meg, 2016-ban a Kozarska Dubica „Vuk Stefanović Karadžić” általános iskola részeként kilencosztályos iskolaként működött.

## Nevezetességei
- Svetinja faluban található egy forrás, amely a hagyomány szerint gyógyhatású.

## Fordítás
- Ez a szócikk részben vagy egészben  a(z)   Демировац című szerb Wikipédia-szócikk ezen változatának fordításán alapul.  Az eredeti cikk szerkesztőit annak laptörténete sorolja fel. Ez a jelzés csupán a megfogalmazás eredetét és a szerzői jogokat jelzi, nem szolgál a cikkben szereplő információk forrásmegjelöléseként.